# (100068) 1992 EH28
(100068) 1992 EH28 es un asteroide perteneciente al cinturón de asteroides, descubierto el 8 de marzo de 1992 por el equipo del Uppsala-ESO Survey of Asteroids and Comets desde el Observatorio de La Silla, Chile.